# Island Lake (sjö i Antarktis)
Island Lake är en sjö i Antarktis. Den ligger i Östantarktis. Nya Zeeland gör anspråk på området. Island Lake ligger 17 meter över havet.